# Cadeira do Diabo

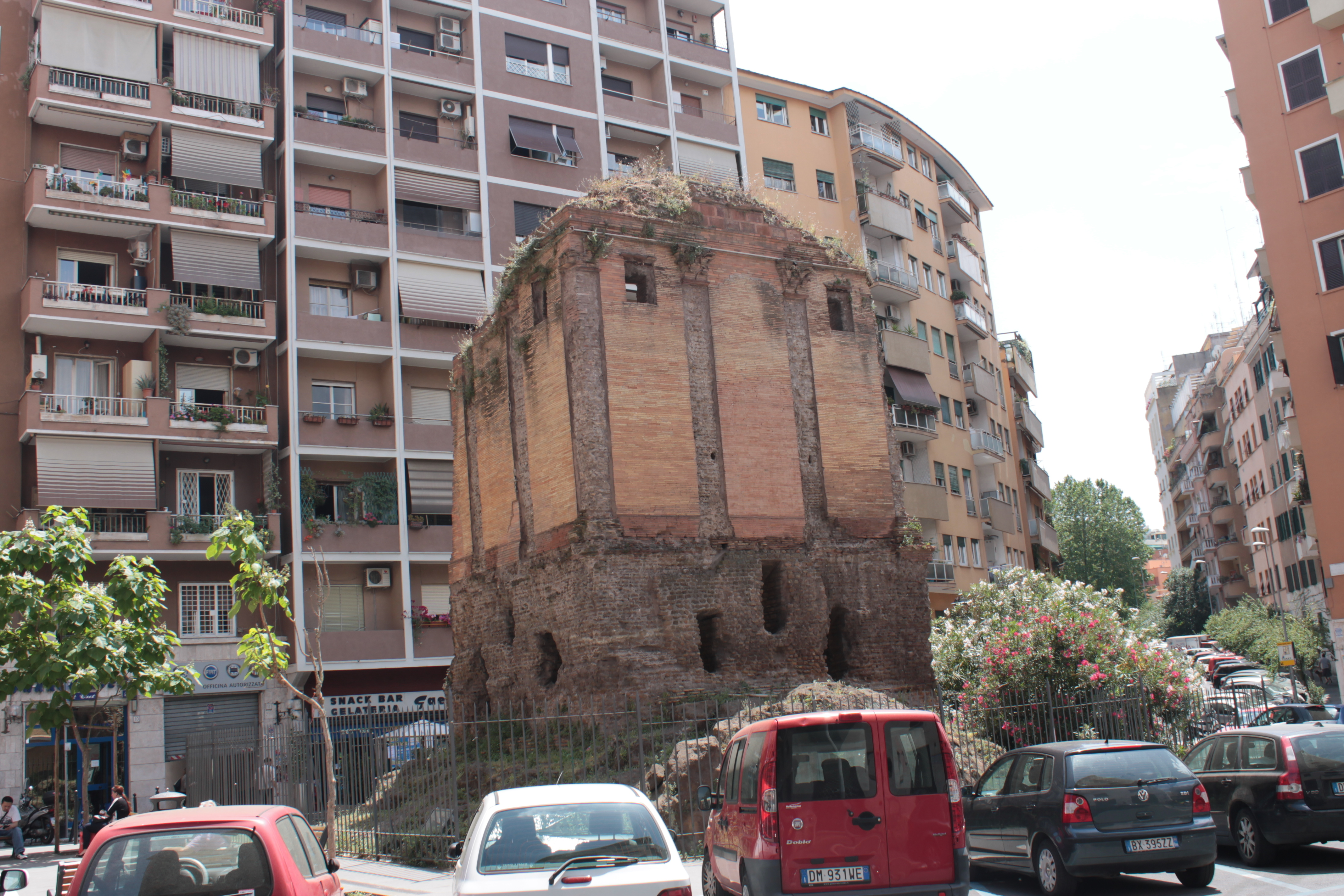
Vista do monumento atualmente, rodeado por construções modernas.

A chamada Cadeira do Diabo (em italiano:  Sedia del Diavolo), cujo nome correto é Túmulo de Élio Calístio, é um famoso monumento funerário romano que fica localizado na Piazza Elio Callistio, no quartiere Trieste de Roma, numa pequena colina na Via Nomentana. Esta mesma praça se chamava, até o final da década de 1950, Piazza della Sedia del Diavolo.

## História
Élio Calístio foi um liberto a serviço do imperador romano Adriano e seu sepulcro é típico na tipologia dos túmulos no formato de pequenos templos (em italiano:  tempietto), conhecidos como "naiskos", da primeira metade do século II, assim como o Cenotáfio de Ânia Regila na Via Ápia Antiga.
Seu nome popular deriva do formato das ruínas, que, depois do desabamento da fachada, ficou com a curiosa forma de uma gigantesca cátedra episcopal. A ruína ficava isolada numa capina e era visível de longe, o que acendeu a imaginação da população romana. O local era utilizado como refúgio de pastores e de pessoas sem ocupação até passar a ser representado em inúmeros desenhos e pinturas durante o período romântico. A referência ao Diabo se deve aos fulgores avermelhados que luziam nas ruínas por causa das frequentes fogueiras acesas no interior pelos que ali passavam a noite.

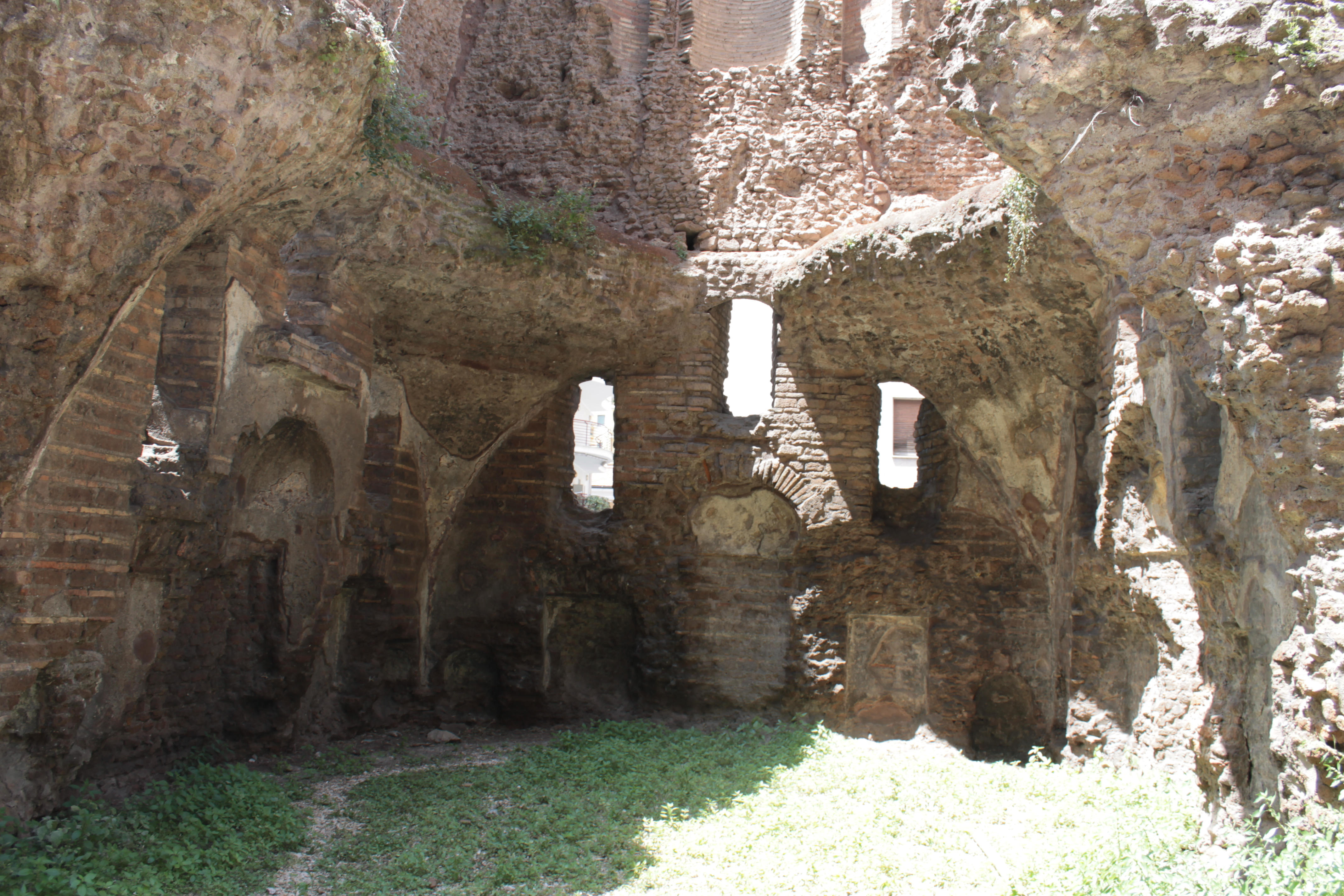
Vista do interior.

O sepulcro tem o formato de um pequeno templo com dois pisos e foi construído em tijolos por volta da segunda metade do século II, durante a dinastia antonina. As laterais se abriam em pequenas janelas emolduradas por colunas coríntias e encimadas por um friso (original) em cotto, no qual tijolos de várias cores, dispostos de lado e de frente, produzem o efeito de uma estrutura de pedra isódoma.
Uma escada esculpida no pódio levava à câmara inferior, semi-enterrada, com dois arcossólios em cada uma das paredes. Os arcossólios estão encimados por cinco nichos sobre os quais se abrem pequenas janelas com conchas. O piso é um mosaico branco. As paredes, em opus vittatum mixtum (que evidenciam uma reforma tardia), sustentam uma abóbada esférica, um elemento arquitetônico muito raro na arquitetura romana deste período.
A câmara superior, utilizada para os ritos funerários, é coberta por uma cúpula assentada em pendículos esféricos (em grande parte desmoronada); na parede de fundo está um grande nicho com arco enquadrado por duas pequenas colunas de tijolo e, no centro, um corpo avançado com nichos menores com cobertura em forma de concha, em estuque; nas paredes laterais se abrem nichos retangulares, encimados por um tímpano e uma janela com mísula.

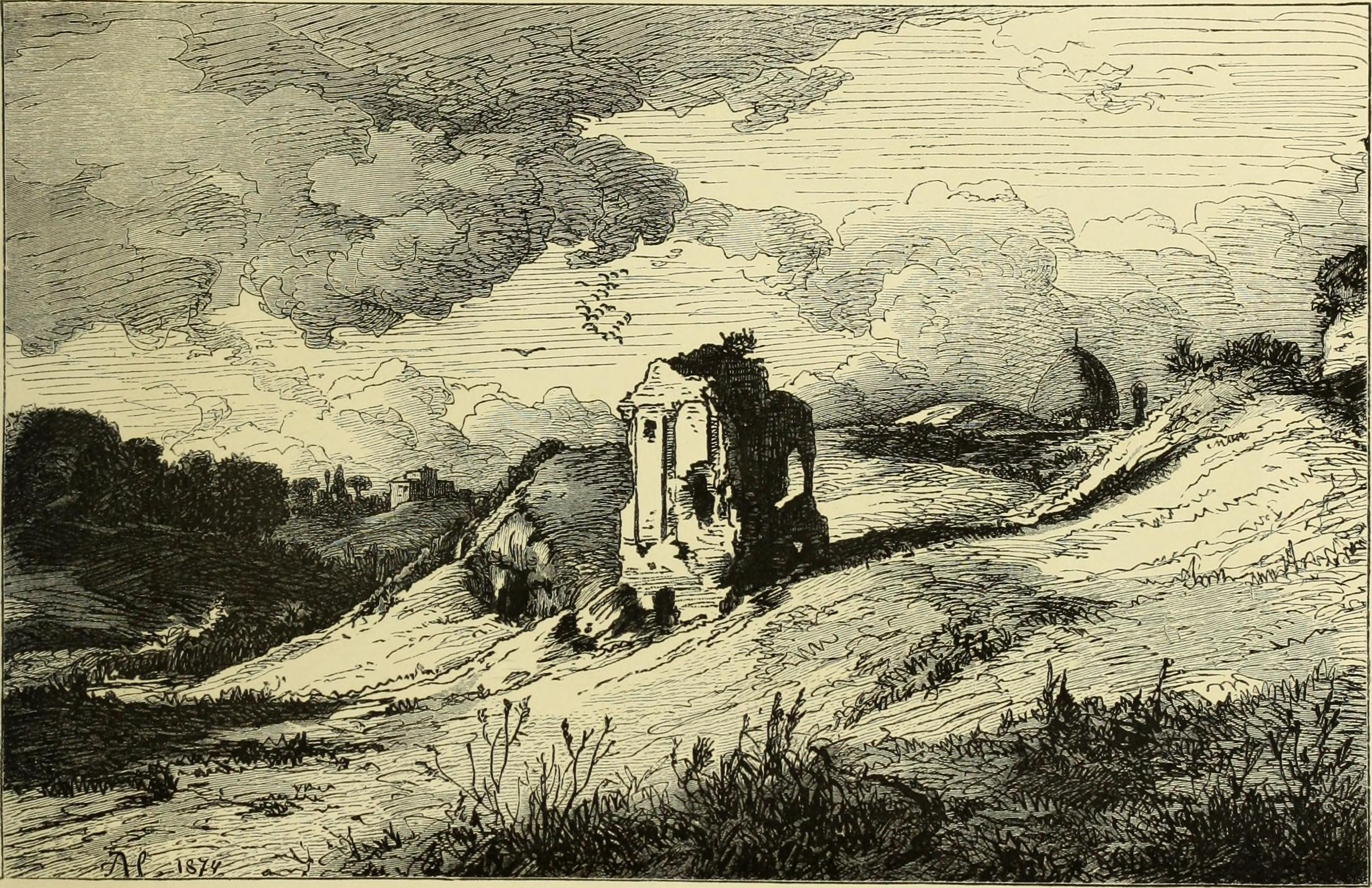
Gravura com uma vista antiga da região, completamente rural.

Em 1882, na altura da moderna Piazza Addis Abeba, graças às pesquisas de Romolo Meli, foi descoberto um antigo acampamento pré-histórico de mais de 200 000 anos.
Em 1958, a pedido dos moradores, a praça na qual ficava o monumento abandonou seu nome oficial de Piazza Sedia del Diavolo, que ainda é utilizado popularmente, e assumiu o nome atual de Piazza Elio Callistio (ela chegou a ser chamada de Piazza Adua, nome descartado em 1958 para evitar confusão com a via homônima).